# Gemeinsamer Internationaler Tarif für die Beförderung von Personen

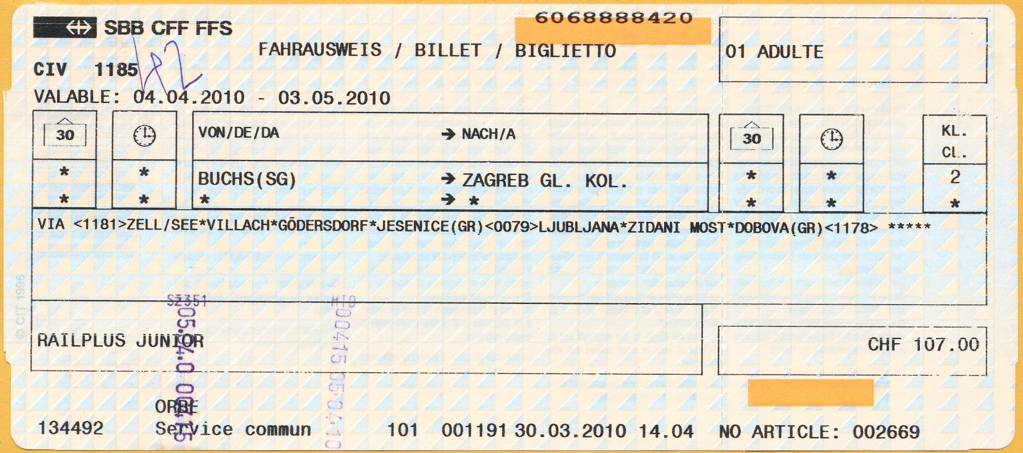
Fahrausweis von Buchs SG nach Zagreb, mit den ÖBB (<1181>), SŽ (<0079>) und HŽ (<1178>)

Der Gemeinsame Internationale Tarif für die Beförderung von Personen (französisch: Tarif commun international pour le transport des voyageurs (TCV), englisch: Special Conditions of International Carriage (SCIC)) ist ein Tarif im internationalen Personenverkehr europäischer Eisenbahnverkehrsunternehmen und Schifffahrtsgesellschaften. Die entsprechenden Fahrkarten werden auch als Non Reservation Tickets (NRT) bezeichnet.
Die Rechtsgrundlage bilden die Einheitlichen Rechtsvorschriften für den Vertrag über die internationale Eisenbahnbeförderung von Personen und Gepäck (CIV).

## Tarifbestimmungen

### Allgemeines
Der TCV (neu: SCIC) kommt zur Anwendung, wenn eine daran beteiligte Bahn Fahrscheine für eine Relation zwischen zwei Bahnhöfen innerhalb des TCV-Geltungsbereichs ausgibt, wobei in der Regel mindestens einer dieser Bahnhöfe im Ausland liegen oder es sich um einen Grenztarifpunkt handeln muss. Der Preis wird bei durchgehenden internationalen Reisen je Verkehrsunternehmen (Beförderer/Carrier) berechnet und anschließend aufsummiert. Die beteiligten Beförderer sind anhand der vierstelligen, in spitze Klammern eingefassten Codes in der Wegevorschrift der Fahrkarte ersichtlich.
Von diesem Verfahren ausgenommen sind sogenannte Globalpreiszüge, bei denen nur diese Global- oder Relationspreise gelten. Einige dieser Züge können allerdings gegen Zahlung eines Aufpreises auch mit TCV-Fahrscheinen genutzt werden.

### Gemeinsamer Internationaler Tarif für die Beförderung von Personen (TCV)
Der Tarif „Gemeinsamer Internationaler Tarif für die Beförderung von Personen (TCV)“ besteht aus vier Teilen:
- Heft I – Besondere Beförderungs- und Tarifbedingungen (BBT)
- Hefte II und III enthalten die Regelungen zu Grenzpunkten, Tarifentfernungen und Preisen
- Heft IV – Teil I – Sonderbestimmungen für die Verbindungen zwischen bestimmten Ländern

Heft I und Heft IV der DB AG können unter der entsprechenden Internetseite eingesehen werden. Die Teile II und III können für einige Bahnen auf der Homepage der ungarischen Bahn (MÁV) oder auch bei allen Verkaufsstellen eingesehen werden.

### Beteiligte Bahnen
Die am TCV-Tarif beteiligten Bahnen sind in nachfolgender Tabelle aufgeführt. Jede dieser Bahnen besitzt einen vierstelligen Beförderer-Code. Dieser ist auch auf den Fahrscheinen bei der Wegvorschrift angegeben (z. B. <1080>Dresden*Schoena(Gr)<1154>Decin)
Nachfolgende Liste hat keinen Anspruch auf Vollständigkeit. Die gesamte Liste kann dem TCV Heft I – Anlage I entnommen werden. 
| TCV-Code | Land                           | Unternehmen                                                               | Bemerkung                                                                                           |
| -------- | ------------------------------ | ------------------------------------------------------------------------- | --------------------------------------------------------------------------------------------------- |
| 1080     | Deutschland                    | DB AG                                                                     | Weitere EVU nutzen den Code 1080. Eine vollständige Aufstellung gibt es unter www.diebefoerderer.de |
| 1088     | Belgien                        | NMBS/SNCB                                                                 | |
| 0050     | Bosnien und Herzegowina (FBiH) | ŽFBH                                                                      | |
| 1052     | Bulgarien                      | BDŽ                                                                       | |
| 1186     | Dänemark                       | DSB                                                                       | |
| 0026     | Estland                        | EVR                                                                       | |
| 0010     | Finnland                       | VR                                                                        | |
| 1187     | Frankreich                     | SNCF                                                                      | |
| 0073     | Griechenland                   | OSE                                                                       | |
| 3061     | Griechenland                   | HML – Hellenic Mediterranean Lines Co ltd.                                | Schifffahrtsunternehmen                                                                             |
| 1170     | Vereinigtes Königreich         | Rail Delivery Group – Verband der britischen Eisenbahnverkehrsunternehmen | zum 13. Dezember 2015 ausgetreten                                                                   |
| 0060     | Irland                         | CIÉ                                                                       | |
| 0083     | Italien                        | Trenitalia                                                                | |
| 0027     | Kasachstan                     | KTZ                                                                       | |
| 0078     | Kroatien                       | HŽ                                                                        | |
| 0025     | Lettland                       | LDZ                                                                       | |
| 0024     | Litauen                        | LG                                                                        | |
| 0082     | Luxemburg                      | CFL                                                                       | |
| 0093     | Marokko                        | ONCFM                                                                     | |
| 0065     | Mazedonien                     | CFARYM                                                                    | |
| 0023     | Moldawien                      | CFM                                                                       | |
| 0062     | Montenegro                     | ŽCG                                                                       | |
| 1184     | Niederlande                    | NS                                                                        | |
| 1170     | Nordirland                     | NIR                                                                       | |
| 1076     | Norwegen                       | Vy                                                                        | |
| 1181     | Österreich                     | ÖBB                                                                       | |
| 1251     | Polen                          | PKP                                                                       | |
| 0094     | Portugal                       | CP                                                                        | |
| 1153     | Rumänien                       | CFR                                                                       | |
| 0020     | Russland                       | RŽD                                                                       | |
| 3027     | Schweden                       | Länstrafiken Norrbotten                                                   | |
| 3126     | Schweden                       | Skånetrafiken                                                             | |
| 1174     | Schweden                       | SJ                                                                        | |
| 3050     | Schweden                       | Vy Tåg                                                                    | |
| 1185     | Schweiz                        | SBB/CFF/FFS                                                               | Der Carrier-Code 1185 wird von allen beteiligten Eisenbahnen in der Schweiz angewandt.              |
| 0063     | Schweiz                        | BLS                                                                       | |
| 0008     | Großbritannien                 | Sealink Stena Line                                                        | Schifffahrtsunternehmen                                                                             |
| 3052     | –                              | SL                                                                        | Schifffahrtsunternehmen                                                                             |
| 0072     | Serbien                        | ŽS                                                                        | |
| 1156     | Slowakei                       | ZSSK                                                                      | |
| 0079     | Slowenien                      | SŽ                                                                        | |
| 1071     | Spanien                        | RENFE                                                                     | |
| 0044     | Bosnien und Herzegowina (RS)   | ŽRS                                                                       | |
| 0006     | Niederlande                    | Stena Line (Hoek van Holland–Harwich)                                     | Schifffahrtsunternehmen                                                                             |
| 1154     | Tschechische Republik          | ČD                                                                        | |
| 0075     | Türkei                         | TCDD                                                                      | |
| 0022     | Ukraine                        | UZ                                                                        | |
| 1155     | Ungarn                         | MÁV                                                                       | |
| 0043     | Ungarn                         | GySEV/ROeEE                                                               | |
| 3029     | Schweden                       | VL                                                                        | Schifffahrtsunternehmen                                                                             |
| 0021     | Weißrussland                   | BTsch                                                                     | |
| 3254     | Deutschland                    | HKX                                                                       | |

### TCV-Serie
Eine TCV-Serie ist eine vom jeweiligen Beförderer mit Preis und Wegevorschrift definierte Strecke zwischen zwei Tarifpunkten (meist Bahnhof oder Grenzpunkt). TCV-Serien sind eindeutig nummeriert und können je nach Verkaufssystem aneinandergereiht werden (z. B. Serie von A nach B und Serie von B nach C um einen Fahrschein von A nach C zu erstellen, wofür keine direkte Serie vorhanden ist).

### Zuschläge
In einigen Ländern ist für die Benutzung von bestimmten Zügen die Zahlung eines Zuschlages erforderlich. In der Regel wird dieser zusammen mit einer Platzkarte erworben. Für die Nutzung von Schlaf- und Liegewagen sind ebenfalls Zuschläge zu entrichten. Die Höhe dieser Zuschläge hängt von der Komfortkategorie, aber auch der Länge der Strecke und dem Betreiber des Schlaf-/Liegewagens ab.

## Informationen zu einzelnen Ländern

### Deutschland <1080>
|                             | Deutschland |
| --------------------------- | --- |
| EVU                         | Deutsche Bahn AG www.bahn.de |
| weitere EVU (Auswahl)       | - Bodensee-Oberschwaben-Bahn GmbH & Co. KG (BOB) www.bob-fn.de - HzL Hohenzollerische Landesbahn AG (HzL) www.hzl-online.de - Vogtlandbahn (VBG) www.vogtlandbahn.de |
| Fahrplan                    | elektronische Fahrplanauskunft: reiseauskunft.bahn.de Kursbuch der DB: kursbuch.bahn.de |
| Tarif                       | Die aktuellen Tarif- und Beförderungsbedingungen können unter www.bahn.de/agb eingesehen werden. TCV-Fahrscheine gelten in allen Zügen der DB AG – in reservierungspflichten Zügen nur mit Reservierung/Aufpreis – und vielen weiteren Zügen nichtbundeseigener Eisenbahnen. |
| Zuggattungen                | - ICE Intercity-Express - ECE Eurocity-Express - RJ railjet - IC Intercity - EC Eurocity im Verkehr mit Polen reservierungspflichtig - D Schnellzug - IRE Interregio-Express - RE Regional-Express - RB Regional-Bahn - S S-Bahn - TGV Train à Grande Vitesse im internationalen Verkehr reservierungspflichtig - EN EuroNight i. d. R. reservierungspflichtig, z. T. auch Globalpreise - DPN Personennahreisezug Dritter |
| Zuschläge                   | Zuschläge gibt es nur in Form von Aufpreisen für reservierungspflichtige Züge (s. u.). Die Züge sind in drei Produktklassen eingeteilt: - ICE: ICE, TGV, RJ - IC/EC: IC, EC, D, EN, IC Bus - C: IRE, RE, RB, S Der Fahrpreise wird für die Gesamtstrecke in der höchsten genutzten Produktklasse berechnet. Mit TCV-Fahrkarten ausländischer Bahnen können die Züge aller Produktklassen einschl. ICE genutzt werden. Ausnahmen von dieser Regel sind auf dem Fahrschein vermerkt („DB: Nur gültig in IRE, RE, RB, S“). |
| Reservierungen              | Reservierungen sind für alle Fernverkehrszüge möglich. Für folgende Züge sind Zuschläge bzw. Aufpreise (incl. einer Reservierung) erforderlich: - EN Sitzwagen, Liege- oder Bettplatz - BWE Berlin-Warschau-Express Im internationalen Verkehr werden durch die PKP ausschließlich Globalpreise ausgegeben. Die DB verkauft hingegen zusammen mit der TCV-Fahrkarte eine separate Gratisreservierung. - TGV TCV-Fahrkarten werden nur für innerdeutsche Fahrten im TGV ausgegeben bzw. anerkannt. Bei grenzüberschreitenden Reisen werden nur Globalpreisfahrkarten inkl. Reservierung anerkannt. Gleiches gilt für ICE-Züge von/nach Paris. - ECE im Verkehr mit Italien werden ausschließlich Globalpreise mit integrierter Reservierung ausgegeben, hier keine Anerkennung von TCV-Fahrkarten. Im Verkehr mit der Schweiz nicht reservierungspflichtig, TCV-Fahrkarten werden anerkannt. - IC Bus Busse der DB auf Strecken, die per Bahn schlecht ausgebaut sind. Grundsätzlich Reservierungspflichtig. TCV-Fahrkarten werden anerkannt. Auf der Strecke Nürnberg–Prag werden TCV-Fahrkarten der DB über den virtuellen Tarifpunkt Waidhaus(Gr) ausgegeben, Beförderer ist bis Prag die DB, bei Weiterfahrt ab Prag in ČD-Zügen ist die Tarifgrenze in Prag. |
| Internationale Ermäßigungen | - Europa-Spezial: Ab 39 EUR von jedem im DB-Tarif enthaltenen Bahnhof Deutschlands in die Slowakei, nach Polen, Tschechien, Ungarn, Slowenien, Kroatien, Luxemburg, Dänemark, Niederlande, Belgien, Schweiz, Österreich und zu französischen Zielen auf der POS sowie in Richtung Marseille sowie zu ausgewählten Zielen in Italien. Für ausgewählte Relationen ist das Angebot auch zu 19 und 29 Euro im Angebot. Mit der BahnCard 25 gibt es nochmals 25 % Rabatt auf den DB-Anteil des Preises. - London-Spezial: Für Fahrten nach London über Brüssel und nur im ICE und Eurostar. - Bayern-Böhmen-Ticket / Sachsen-Böhmen-Ticket - Regio-Spezial Polen: 50 % ermäßigter TCV für grenznahe Ziele in Polen. - SparNight: Ab 29 EUR (Sitzwagen) im EuroNight unterwegs. |
| Nationale Ermäßigungen      | - Sparpreis: Ab 29 EUR deutschlandweit (bis 250 km: ab 19 EUR). Rabatt von 25 % für BahnCard 25-Inhaber, auf Verbindungen, die ausschließlich in Fernverkehrszügen zurückgelegt werden, erhalten BahnCard 50-Inhaber ebenfalls 25 % Rabatt. Bei diesem Angebot besteht Zugbindung im Fernverkehr. - Ländertickets, z. T. auch in Varianten Single oder Nacht - Schönes-Wochenende-Ticket Deutschlandweit an Samstag oder Sonntag mit bis zu fünf Personen in allen IRE, RE, RB und S sowie in Zügen vieler nichtbundeseigener Eisenbahnen gültig. - Quer-durchs-Land-Ticket Deutschlandweit an einem Tag zwischen Montag bis Freitag ab 9 Uhr mit bis zu fünf Personen in allen IRE, RE, RB und S sowie in Zügen vieler Nichtbundeseigener Eisenbahnen gültig. - Sparnight: Ab 29 EUR (Sitzwagen) nur im EuroNight quer durch Deutschland. |
| Weitere Information         | Regelmäßig weitere Aktionsangebote, beispielsweise der wiederkehrende Sparpreis Aktion, mit dem innerdeutsche Fahrten mit ICE und IC ab 19,90 Euro (mit BahnCard 14,90 Euro) erhältlich sind. |

### Frankreich <1187>
|                             | Frankreich |
| --------------------------- | --- |
| EVU                         | SNCF www.sncf.com |
| weitere EVU                 | |
| Fahrplan                    | Fahrplanauskunft der SNCF: www.voyages-sncf.com Für Frankreich empfiehlt sich auch die deutsche Fahrplanauskunft: reiseauskunft.bahn.de |
| Tarif                       | Achtung: In allen reservierungspflichtigen Zügen sind TCV-Streckenfahrscheine nicht gültig, gleiches gilt für RER- und Transilien-Züge in und um Paris. |
| Zuggattungen                | - TGV Train à Grande Vitesse reservierungspflichtig, Globalpreise - ICE Intercity-Express reservierungspflichtig, Globalpreise auf den französischen Streckenabschnitten - Intercités Schnellzug im Binnenverkehr, einige Linien sind reservierungspflichtig mit Globalpreisen - Intercités de nuit Schnellzug im Nachtreiseverkehr reservierungspflichtig, Globalpreise - TER Train Express Régional Regionalexpresszug - transilien Transilien Vorortzug in der Region Île-de-France/Paris - RER Réseau Express Régional S-Bahn in der Region Île-de-France/Paris Züge im internationalen Verkehr - THA Thalys reservierungspflichtig, Globalpreise - EST Eurostar reservierungspflichtig, Globalpreise |
| Zuschläge                   | Zuschläge sind in Form von Aufpreisen zu Passangeboten (InterRail etc.) in allen reservierungspflichtigen Zügen zu bezahlen. Der Preis beginnt bei drei Euro in der „période normale“ (Normallastzeit). |
| Reservierungen              | Reservierungen sind für alle Fernverkehrszüge (außer einigen Intercités-Linien) obligatorisch. |
| Internationale Ermäßigungen | - Railplus ist nur für Jugendliche bis 25 und Senioren ab 60 gültig. - Globalpreiszüge: Für fast alle internationalen Globalpreiszüge gibt es kontingentierte Sonderangebote. |
| Nationale Ermäßigungen      | - Prem’s – Premier Prix: Frühbucherpreis, z. T. schon ab 20 EUR/40 EUR (2./1. Klasse) pro Strecke; nur für Direktverbindungen. Umtausch oder Erstattung sind ausgeschlossen. - Découverte 25: Ermäßigung für Jugendliche bis 25. In nicht reservierungspflichtigen Zügen beträgt die Ermäßigung 25 % auf den Normalfahrpreis in der „période bleue“. In den Globalpreiszügen sind die ermäßigten Plätze kontingentiert. Mit der „Carte 12/25“ gibt es eine zusätzliche Ermäßigung. |
| Weitere Information         | Mehrmals im Jahr gibt es Sonderangebote mit vergünstigen Fahrkarten, die meist nicht umtausch- oder erstattbar sind. Diese Aktionen werden oft nur kurzfristig vorher angekündigt. |

### Griechenland <0073>
|                             | Griechenland |
| --------------------------- | --- |
| EVU                         | Hellenic Train |
| weitere EVU                 | |
| Fahrplan                    | elektronische Fahrplanauskunft: www.hellenictrain.gr |
| Tarif                       | TCV-Fahrscheine gelten in allen Zügen, in IC-Zügen ist eine Reservierung erforderlich. |
| Zuggattungen                | - Icity Intercity: Expresszug zuschlag- und reservierungspflichtig - weitere Züge: - nationale Schnellzüge Reservierung empfohlen - internationale Schnellzüge - Nahverkehrszüge |
| Zuschläge                   | Mit TCV-Fahrkarten ausländischer Bahnen können die Züge aller Produktklassen genutzt werden. Bei der Benutzung von Icity- sind die tarifmäßigen Zuschläge zu bezahlen. Dies sind auf der Relation Thessaloniki–Athen im Icity 20 EUR in der 2. Klasse und 27 EUR in der 1. Klasse. Für die Benutzung einiger Schnellzüge in der 1. Klasse zwischen Thessaloniki und Athen werden ebenfalls geringe Zuschläge erhoben. Für Züge im Athener Vorortverkehr und auf dem Peloponnes gelten ggf. abweichende Regelungen. |
| Reservierungen              | Reservierungen sind für alle Fernverkehrszüge empfohlen, für Icityobligatorisch. Das Reservierungsentgelt ist hier im Zuschlag enthalten. Reservierungen für Züge des Binnen- und des ausbrechenden Verkehrs können nur vor Ort vorgenommen werden. Beim gleichzeitigen Kauf einer Fahrkarte ist die Reservierung häufig im Fahrschein enthalten. Im internationalen Verkehr mit Bulgarien ist eine Reservierung erforderlich (1 Euro, bei gleichzeitiger Buchung von Hin- und Rückfahrt 50 Cent), im Verkehr mit Mazedonien und Serbien nicht, wobei im Nachtzug nach Belgrad eine Liege für 8 Euro reserviert werden kann. |
| Internationale Ermäßigungen | - Balkan-Flexi-Pass: gilt für 5, 10 oder 15 frei wählbare Tage innerhalb eines Monates in Bulgarien, Griechenland, der Türkei, Mazedonien, Bosnien und Herzegowina, Montenegro und Serbien; für die 1. und 2. Wagenklasse erhältlich; Ermäßigungen für Kinder bis 12 Jahre, Jugendliche bis 26 Jahre und Senioren ab 60 Jahre. Bei Nutzung des Balkan-Flexi-Passes in Griechenland sollten die vergleichsweise hohen Reservierungsgebühren (20 Euro) im IC Thessaloniki-Athen bedacht werden. |
| Nationale Ermäßigungen      | |
| Weitere Information         | |

### Großbritannien<1170>
|                             | Großbritannien |
| --------------------------- | --- |
| EVU                         | Rail Delivery Group (Markenname National Rail, Dachmarke für die Leistungen aller Unternehmen) www.nationalrail.co.uk, Details siehe Liste von Eisenbahngesellschaften im Vereinigten Königreich |
| Fahrplan                    | - elektronische Fahrplanauskunft: www.nationalrail.co.uk für alle EVU nur, nur innerhalb GB, ausgewählte Verbindungen nach Irland - Kursbuch als pdf-Datei: www.networkrail.co.uk |
| Tarif                       | ATOC hat Anerkennung und Verkauf von TCV-Fahrkarten im Dezember 2015 beendet. Es gilt ausschließlich nationaler Tarif, in diesem sind Unterscheidungen zwischen Peak- und Off-Peak- Zeiten zu beachten, Hin- und Rückfahrkarten sind stark ermäßigt. Für die Nutzung von Stansted Express bzw. Gatwick Express sind separat ausgestellte Fahrkarten erforderlich. Der Eurostar ist nicht im britischen Tarifsystem enthalten und benötigt eigene Globalpreisfahrkarten. |
| Zuggattungen                | - Eurostar Eurostar: Hochgeschwindigkeitszug zwischen London und Paris/Brüssel Globalpreiszug - weitere Züge: - nationale Schnellzüge Reservierung empfohlen - Nahverkehrszüge |
| Zuschläge                   | Bei der Benutzung von Schlafwagen sind die entsprechenden Bettkarten zu lösen. |
| Reservierungen              | Reservierungen sind für alle Fernverkehrszüge empfohlen und in der Regel bei Kauf bzw. Vorlage einer Fahrkarte gratis. Reservierungen können teilweise (z. B. Nachtzüge, ausgewählte Schnellzüge) auch durch andere Bahnen vorgenommen werden. |
| Internationale Ermäßigungen | - BritRail-Flexi-Pass: gilt ab 2 bis 15 frei wählbaren Tage innerhalb eines Monates in allen Zügen der beteiligten Verkehrsunternehmen. Weitere Informationen auf www.britrail.com/. Es lohnt sich je nach Klasse und Gültigkeit zwischen den BritRail und Interrail Preisen zu vergleichen. BritRail-Pässe sind ohne weitere Gebühren bei der DB erhältlich. |
| Nationale Ermäßigungen      | - Advance – Frühbucherpreis, mit Zugbindung - Off-Peak und Super Off-Peak – Tickets für Reisen außerhalb der Hauptverkehrszeit, keine Zugbindung, keine Vorverkaufsfristen, Hin- und Rückfahrt in der Regel nur geringfügig teurer als einfache Fahrt, teilweise eingeschränkt auf bestimmte Routen und EVUen |
| Weitere Information         | - Als Service in der 1. Klasse werden häufig kostenlos Heißgetränke und Mineralwasser sowie WiFi angeboten. In ausgewählten Fernverkehrszügen werden – meist nur an Wochentagen – auch inkludierte Menüs am Platz serviert. |

### Italien <0083>
|                             | Italien |
| --------------------------- | --- |
| EVU                         | Trenitalia www.trenitalia.it |
| weitere EVU                 | |
| Fahrplan                    | Fahrplanauskunft der Trenitalia: www.trenitalia.it Für Italien empfiehlt sich auch die deutsche Fahrplanauskunft: reiseauskunft.bahn.de |
| Tarif                       | Achtung: In allen reservierungspflichtigen Binnenzügen sind TCV-Streckenfahrscheine nicht gültig! |
| Zuggattungen                | - ES Eurostar Italia Hochgeschwindigkeitszug, reservierungspflichtig, Globalpreise - EC Eurocity reservierungspflichtig, Globalpreise - IC Intercity reservierungspflichtig, Globalpreise - ICN Intercity Notte Nachtzug, reservierungspflichtig, Globalpreise - EN EuroNight Nachtzug im internationalen Verkehr, reservierungspflichtig, Globalpreise - RV Regionale Veloce Regionalexpress - R Regionale |
| Zuschläge                   | Zuschläge sind in Form von Aufpreisen zu Passangeboten (InterRail etc.) in allen reservierungspflichtigen Zügen zu bezahlen. Bei Zügen unter dem Kürzel ES handelt es sich um Hochgeschwindigkeitszüge, die je nach Höchstgeschwindigkeit und Service als Frecciarossa, Frecciargento oder Frecciabianca vermarktet werden, die Dachmarke von Trenitalia hierfür ist Le Frecce.                             |
| Reservierungen              | Reservierungen sind für fast alle Fernverkehrszüge obligatorisch. Reisende mit Interrail-Pass benötigen in IC-Zügen keine Reservierung, es wird allerdings empfohlen, dennoch zu reservieren. |
| Internationale Ermäßigungen | - Globalpreiszüge: Für fast alle internationalen Globalpreiszüge gibt es kontingentierte Sonderangebote. |
| Nationale Ermäßigungen      | |
| Weitere Information         | |

### Tschechien <1154>
|                             | Tschechische Republik |
| --------------------------- | --- |
| EVU                         | České dráhy a.s. |
| weitere EVU                 | Viamont a.s. www.viamont.cz |
| Fahrplan                    | elektronische Fahrplanauskunft: www.cd.cz Aktuelle Zugstandortanzeige |
| Tarif                       | |
| Zuggattungen                | - SC SuperCity reservierungspflichtig - EC EuroCity - IC InterCity - EN EuroNight in Sitzwagen nur 2. Klasse - Ex Expres - Rx Rychlík vyšší kvality Schnellzug „erhöhter Qualität“, meist mit Klimaanlage und oft Wi-Fi - R Rychlík Schnellzug - Sp Spesný vlak Eilzug, i. d. R. nur 2. Klasse - Os Osobní vlak Personenzug, i. d. R. nur 2. Klasse |
| Zuschläge                   | Seit dem 9. Dezember 2007 sind alle Züge der ČD zuschlagfrei. |
| Reservierungen              | - SC-Züge Für die Nutzung von SC-Zügen ist eine Reservierung erforderlich. (Preis ist nach Datum, Beförderungsklasse und Strecke verschieden, in der 2. Klasse teilweise gratis.) - IC/EC/EN/Ex/Rx/R-Züge Für diese Züge können (R-Züge: nur wenn im Kursbuch angegeben) Platzkarten erworben werden. - Bett-/Liegeplätze Für Bett-/Liegeplätze sind die entsprechenden Aufpreise zu bezahlen. Reservierungen und Bett-/Liegekarten können im Binnenverkehr, im Verkehr Tschechien -> Slowakei und für ausgewählte internationale Verbindungen auch online im eShop der ČD erworben werden. |
| Internationale Ermäßigungen | - Tarif ČD-ZSSK Für Verbindungen in die Slowakei gibt es einen Nachlass auf den TCV-Tarif. - Tarif ČD-PKP MOST Für Hin- und Rückfahrten nach Polen gibt es auf den polnischen Streckenabschnitt 40 % Rabatt. - Tarif City-Star Ermäßigungen für Hin- und Rückfahrten und Mitfahrer bei Fahrten in einige umliegende Länder. Vorverkaufsfrist: 3 Tage. Mitfahrerrabatt. - First Minute Europe Stark ermäßigte Fahrkarten in Richtung Deutschland, Österreich, Ungarn, Slowakei, Slowenien, Polen, Belgien, Niederlande, Schweiz und Dänemark. Es besteht Zugbindung im grenzüberschreitenden Zug. - SONE+DB und SONE+PKP Grenzüberschreitende Tagesnetzkarten, in Deutschland nur gültig im Nahverkehr, in Polen nur bei spezifizierten EVU des Regionalverkehrs gültig. |
| Nationale Ermäßigungen      | siehe unten |

### Serbien <0072>
|                             | Serbien |
| --------------------------- | --- |
| EVU                         | Železnice Srbije (ŽS), Markenname Srbija Voz (SV) srbvoz.rs |
| weitere EVU                 | |
| Fahrplan                    | elektronische Fahrplanauskunft: srbvoz.rs/redvoznje.html Auskunft für Direkte Züge, Kurswagen und Abfahrts-/Ankunftstafeln |
| Tarif                       | TCV-Fahrscheine gelten in allen Zügen, ggf. mit Zuschlag oder Platzreservierung. |
| Zuggattungen                | - IC InterCity nationaler oder internationaler Schnellzug, meist modernes Wagenmaterial - B Brzi voz Schnellzug, teilweise auch im internationalen Verkehr und Nachtverkehr - Re Regio voz Regionalzug, tlw. auch Eilzug - PT Putnički voz Regionalzug |
| Zuschläge                   | |
| Reservierungen              | Reservierungen für Züge des Binnenverkehrs können, sofern überhaupt möglich, z. T. nur vor Ort vorgenommen werden. Reservierungen für internationale Züge, außer nach Montenegro, sind grundsätzlich auch im Ausland buchbar. Reservierungen für die Züge nach Montenegro, auch für Liege- und Schlafwagen im Nachtzug, können nur vor Ort vorgenommen werden. |
| Internationale Ermäßigungen | - Balkan-Flexi-Pass: gilt für 5, 10 oder 15 frei wählbare Tage innerhalb eines Monates in Bulgarien, Griechenland, der Türkei, Mazedonien, Bosnien und Herzegowina, Montenegro und Serbien; für die 1. und 2. Wagenklasse erhältlich; Ermäßigungen für Kinder bis 12 Jahre, Jugendliche bis 26 Jahre und Senioren ab 60 Jahre. - weitere Informationen:        |
| Nationale Ermäßigungen      | Preisbeispiele |
| Weitere Information         | |